# 芬克尔斯坦反应
芬克尔斯坦反应，以德国化学家漢斯·芬克爾斯坦（Hans Finkelstein） 的名字命名。它是一种通过SN2机理进行的卤素交换反应。此反应是平衡反应，但可以使用远远过量的卤化物，或利用卤化物在溶剂中溶解度的不同，而使反应向一方进行。 

## 概要
经典的 Finkelstein 反应是在丙酮中用碘化钠将氯代烃或溴代烃转变为碘代烃的反应。试剂碘化钠可溶于丙酮，但反应生成的氯化钠或溴化钠却是不溶的，会从反应液中沉淀出来，从而促使氯／溴代烃不断地转化为碘代烃。例如，溴乙烷经过反应，可以转化为碘乙烷：
{\displaystyle {\rm {\ CH_{3}CH_{2}Br}}}(丙酮){\displaystyle {\rm {\ \ +NaI}}}(丙酮){\displaystyle {\rm {\ \ \rightarrow CH_{3}CH_{2}I}}}(丙酮){\displaystyle {\rm {\ \ +NaBr}}}(固)

亦可用碘化钾、碘化钙、碘化铝代替碘化钠。反应在丙酮或乙醇或水中进行。
溴代烃比氯代烃容易发生取代反应。一级卤代烃活性高于二级；二级卤代烃又高于三级。烯丙基、苄基和α-卤代羰基化合物效果也较好。但乙烯基、芳基和三级卤代烃一般不反应。 下表给出了一些卤代烃与碘化钠在丙酮中和温度60°C下的反应速率：
| Me-Cl | Bu-Cl | i-Pr-Cl | t-BuCH2-Cl | CH2=CH-CH2-Cl | PhCH2-Cl | EtOC(O)CH2-Cl | MeC(O)CH2-Cl |
| ----- | ----- | ------- | ---------- | ------------- | -------- | ------------- | ------------ |
| 179   | 1     | 0.0146  | 0.00003    | 64            | 179      | 1600          | 33000        |

此反应也用于指将伯醇或仲醇通过与磺酰氯反应形成磺酸酯，再转为卤代烷的反应。磺酸根离子是很好的离去基团，因此磺酸酯比醇更容易进行亲核取代，用这种反应得到的卤代烷纯度很好。 例如此反应用于 Chrysochlamic  acid 的制取：

## 卤交换反应
卤交换反应（Halex reaction，HALogen EXchange），是指连有吸电子基的氯代芳烃与氟化钾在极性溶剂（如DMF、DMSO）中和高温下反应，氯被氟取代。